# Alejandro Tejedo Zabaco
Alejandro Tejedo Zabaco   (Barcelona, c. 1951) és un antic pilot de motociclisme català. Disputà diverses edicions de les 24 Hores de Le Mans i acabà sempre entre els deu primers classificats. Fou cinc vegades campió d'Espanya de resistència. Disputà set edicions de les 24 Hores de Montjuïc formant equip amb Josep Maria Mallol i aconseguí el tercer lloc a l'edició de 1976 i la victòria el 1980, pilotant una Ducati 900 SS. Ja retirat, disputà curses i ral·lis de motos clàssiques i guanyà les Moto Classic Series al Circuit de Catalunya el 2011 amb una Suzuki i diverses proves de les Rally Classic Series. Rebé dues medalles al mèrit motociclista.